# 네르비족

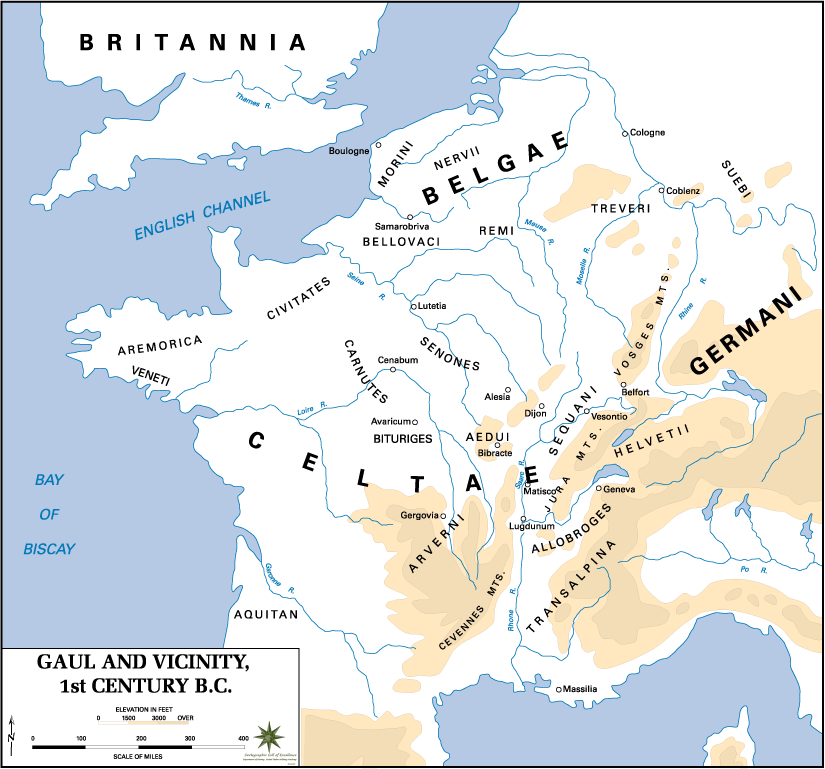
기원전 1세기경의 갈리아 부족의 세력

네르비 족은 기원전 1세기경 갈리아 북쪽에 살던 벨가이 족으로 당시 강력한 부족 중의 하나이다. 게르만족 중 갈리아로 이주해 온 부족으로 여겨지며 오늘날 프랑스 캉브레에서 하류의 스켈데 근처에 살고 있었다.
율리우스 카이사르의 《갈리아 전쟁기》에 따르면 네르비 족은 강력하고 호전적인 부족으로 포도주나 사치품을 허용하지 않고 다른 벨가이 인들이 로마에 항복한 것을 한탄하며 절대로 로마와 강화를 맺지 않는다고 맹세했다고 한다. 그들은 기병이 없이 보병에만 주력하였다.
기원전 57년 네르비 족은 다른 벨가이인들과 연합하여 보두오그나투스의 지휘 아래 로마에 저항했고 오늘날 살레 강 북쪽 기슭에서 로마군을 급습하여 손실을 입혔다. 너무나 갑작스러운 기습으로 로마군은 방패와 투구조차 쓰지 못했으나 이내 카이사르가 지휘하여 전열을 정비하여 로마군의 괴멸을 막았고 카이사르의 부장 티투스 라비에누스는 부대를 이끌고 우회하여 네르비 족의 본진을 공격하였다. 격전 끝에 카이사르는 네르비 족을 무력화하는 데 성공했다.
기원전 53년 에부로네스 족의 암비오릭스가 로마에 반기를 들자 네르비 족도 로마에 반기를 들어 퀸투스 툴리우스 키케로의 겨울 숙영지를 포위하고 공격했으나 카이사르의 즉각적인 개입으로 격파당했다. 네르비 족의 중심지는 오늘날 프랑스의 바베이로 로마에 의해 로마화가 진행된 이후에는 갈리아-로마의 중심 도시로 발전하였다.
스코틀랜드의 안토니누스 방벽의 요새의 발굴에 의하면 네르비 족은 2세기경 스코틀랜드까지 병력을 보내어 그곳을 방위한 것으로 나온다. 275년 프랑크 족의 침입 이후 새로운 도시가 캉브레에 세워졌으며 432년 네르비 족은 프랑크 족에게 완전히 복속되었다.

## 같이 보기
- 갈리아의 부족들
- 갈리아 전쟁